# Monpoint Jeune
Borno Monpoint (Cabo Haitiano, 1830 - ibidem, 12 de septiembre de 1905) más conocido como Monpoint Jeune, fue un militar y político haitiano.

## Biografía
Monpoint Jeune era un joven graduado cuando comenzó una carrera militar, durante la cual ascendió al rango de General.
Como general, reprimió una revuelta en marzo de 1878 contra el presidente Pierre Théoma Boisrond-Canal.
Después de la destitución del presidente François Denys Légitime, fue designado, el 23 de agosto de 1889, como presidente interino de Haití.
El 17 de octubre de 1889 fue reemplazado por el ministro de Agricultura, Florvil Hyppolite.
Sirvió como Secretario de Estado de Guerra y Marina entre abril y diciembre de 1896, y nuevamente entre octubre de 1889 y agosto de 1890 (bajo las presidencias de Tirésias Simon Sam y Florvil Hyppolite, respectivamente).